# 再会〜横田めぐみさんの願い〜
『再会〜横田めぐみさんの願い〜』（さいかい よこためぐみさんのねがい）は、2006年10月3日の21時00分 - 22時54分に日本テレビ系列(NNS)で放送された単発のスペシャルドラマ。企画・取材は、日本テレビ報道局の拉致取材班が務めた。

## キャスト
- 横田めぐみ（13歳-15歳）：福田麻由子
- 横田めぐみ（成人後）：片瀬那奈
- 蓮池薫：風間トオル
- 蓮池祐木子：生田智子
- 地村富貴恵：田中美奈子
- 地村保志：篠田剛
- 田口八重子：佐田真由美
- 曽我ひとみ：堀越のり
- 北朝鮮指導員：美木良介
- 横田拓也・哲也（幼少期）：河野貴志・久志
- 横田拓也・哲也（成人後）：工藤兄弟
- 横田滋：片岡鶴太郎
- 横田早紀江：原日出子
- 金英男：和泉宗兵
- 小林節子
- 山口みよ子

## 主題歌
- 川嶋あい「もう一つの約束」